# Arbutus tessellata
Arbutus tessellata är en ljungväxtart som beskrevs av P.D. Sørensen. Arbutus tessellata ingår i släktet Arbutus och familjen ljungväxter. Inga underarter finns listade i Catalogue of Life.